# Fontaine-Heudebourg
Fontaine-Heudebourg település Franciaországban, Eure megyében. Lakosainak száma 826 fő (2018. január 1.). Fontaine-Heudebourg Ailly, Cailly-sur-Eure, La Croix-Saint-Leufroy és Heudreville-sur-Eure községekkel határos.

## Népesség
A település népességének változása:
| Lakosok száma | 235  | 254  | 554  | 640  | 642  | 693  | 706  | 800  | 900  | 826  |
|               | 1962 | 1968 | 1982 | 1990 | 1999 | 2008 | 2011 | 2013 | 2017 | 2018 |